# Апостольский викариат Бомади
Апостольский викариат Бомади (лат. Vicariatus Apostolicus Bomadiensis) — апостольский викариат Римско-Католической церкви c центром в городе Бомади, Нигерия. Апостольский викариат Бомади подчиняется непосредственно Святому Престолу. Кафедральным собором апостольского викариата Бомади является церковь Пресвятой Девы Марии.

## История
17 марта 1991 года Святой Престол учредил миссию Sui iuris Бомади, выделив её из епархий Порт-Харкорта и Варри.
15 декабря 1995 года Римский папа Иоанн Павел II издал буллу Ex quo sex, которой преобразовал миссию sui iuris Бомади в апостольский викариат.

## Ординарии апостольского викариата
- епископ Thomas Vincent Greenan (1991 — 1997);
- епископ Joseph O. Egerega (3.03.1997 — 4.04.2009);
- епископ Hyacinth Oroko Egbebo (4.04.2009 — по настоящее время).

## Источник
- Annuario Pontificio, Libreria Editrice Vaticana, Città del Vaticano, 2003, ISBN 88-209-7422-3
- Булла Ex quo sex  (лат.)